# Muharem Serbezovski
Muharem Serbezovski (Macedonisch: Мухарем Сербезовски) (Skopje 2 mei 1950), bijgenaamd Mumo, is een populaire zanger van Romani afkomst uit voormalig Joegoslavië. Alhoewel hij in de Socialistische Republiek Macedonië is geboren, woont hij sinds 1975 in Sarajevo (het huidige Bosnië en Herzegovina).
Serbezovski werd geboren in een groot gezin, bestaande uit 11 personen. Zijn vader was een imam en bracht zijn kinderen groot met het islamitisch geloof. Omdat zijn familie arm was, startte Serbezovski in de jaren zestig zijn muzikale carrière om wat geld bij te verdienen. In 1962, op slechts 12-jarige leeftijd, bracht hij zijn eerste album uit. Hij werd een van de meest populaire Romani zangers in Joegoslavië en bereikte een grote populariteit in de jaren zeventig en tachtig. Hij heeft begin 21e eeuw 12 albums en 22 singles en extended plays uitgebracht. Zijn belangrijkste inspiratiebron is zigeunermuziek, maar hij heeft ook andere stijlen in zijn muziek verwerkt, met name Turkse muziek.
Sinds de jaren tachtig is Serbezovski ook schrijver en vertaler. Zo heeft hij de Koran vertaald in de taal van de Roma, het Romani. Verder is hij een belangenbehartiger van de Joegoslavische Roma.

## Discografie
- Ramu, Ramu, PGP RTB, 1975.
- Hej cergari, hej drugari, PGP RTB, 1976.
- Muharem i Ajnur Serbezovski, PGP RTB, 1981.
- Muharem i Ajnur Serbezovski, Jugoton, 1982.
- Disko orijent, Jugoton, 1982.
- Dodji mi u godini jedan dan, Jugoton, 1983.
- Zašto su ti kose pobelele druže, PGP RTB, 1984.
- Teska bese nasa razdelba, PGP RTB, 1985.
- Plavo, plavo, Jugoton, 1986.
- Zaljubih se odoh ja, Diskoton, 1987.
- Boze, Boze kakva je to zena, Diskoton, 1989.
- Osmi mart, 1989.
- Lejla, Diskoton, 1991.
- Sta ucini bolan jarane, MAM, 1993.
- Ciganska dusa, TERRA, 1997.
- Sta ucini bolan jarane, Helix i Mam, 1999.
- Jedina, Naraton, 2000.
- Dolazim u Sarajevo, PX, 2001.
- Ti si tudja zena, 2000.
- Sukar alen ko bijav, Juzni expres, 2001.
- Djurdjevdan, Diskoton, 2003.
- The best of, Take it or live it Records, 2003.
- Daj mi boze strpljenje, Gold Music, 2006.
- Evo dolazim, KCN Records, 2013.

### Bibliography
- With Dino Malović (1983). Šareni dijamanti. Veselin Masleša, Sarajevo.
- Cigani "A" kategorije. Veselin Masleša, Sarajevo (1985).
- Za dežjem pride sonce : dva romana. Pomurska založba, Murska Sobota (1986).
- Cigani i ljudska prava. Vijeće kongresa bošnjačkih intelektualaca, Sarajevo (2000).
- Met Jusuf Ramić en Mehmedalija Hadžić (2005). Kurʼani. Romano lil, Sarajevo.